# 하나야마 에이지
하나야마 에이지(일본어: 花山 英二, 1977년 8월 21일 ~ )는 일본의 전 축구 선수이다.

## 구단 경력
1996년 J1리그의 우라와 레즈에 입단했다. 1998년 감바 오사카로 이적했다. 1999년 J2리그의 베갈타 센다이로 이적했다. 2003년부터 2005년까지 도치기 SC에서 뛰었다.